# Carmela Gentile
Carmela Gentile (Siracusa, 1973) è un'attrice italiana.

## Biografia
Dal 2001, a partire dalla terza stagione della serie televisiva Il commissario Montalbano, Carmela Gentile interpreta in diversi episodi il personaggio di Beatrice Di Leo, detta "Beba", la fidanzata e poi moglie di Mimì Augello, il vicecommissario di Vigata. 

## Filmografia

### Televisione
- Il commissario Montalbano, regia di Alberto Sironi e Luca Zingaretti (1999 - in corso)
  - La gita a Tindari (2001)
  - Il senso del tatto (2002)
  - Gli arancini di Montalbano (2002)
  - Il giro di boa (2005)
  - Par condicio (2005)
  - Il gioco delle tre carte (2006)
  - La vampa d'agosto (2008)
  - Il campo del vasaio (2011)
  - Un covo di vipere (2017)
  - Amore (2018)
  - La rete di protezione (2020)